# Nocturnal
Nocturnal, paraula d'origen llatí amb el significat de "nocturn" o "nocturna", és una denominació antiga aplicada en la litúrgia de les hores als oficis nocturns. Des de molt antic, la nit s'ha dividit en tres parts i cadascuna d'elles corresponia a una hora canònica. Aquesta divisió de la nit en tres parts va afectar també l'organització de l'exèrcit de l'Imperi Romà, ja que en la planificació de les rondes de vigilància nocturna, la durada de cada ronda corresponia al consum de la tea (torxa) que molt probablement il·luminava els soldats durant la guàrdia.
Composició del Nocturnal segons les hores canòniques: 
- La primera d'elles és la Víspera
- La segona és la Vigília
- La tercera són els Laudes